# Guerra civil española en la provincia de Valladolid

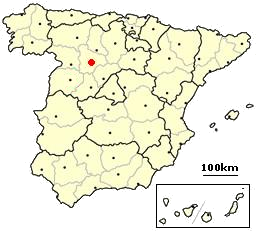
Localización de la ciudad de Valladolid en España.

La guerra civil española (1936-1939) tuvo un desarrollo desigual en las provincias de la actual comunidad autónoma de Castilla y León. En Valladolid, la guardia de asalto se sublevó a las 5 de la tarde del 18 de julio y los militares sublevados en la noche del 18 al 19 de julio de 1936 se hicieron con el control de las fuerzas militares tras detener violentamente a su legítimo jefe, el general Molero.
Valladolid se convirtió en la primera gran ciudad peninsular en la que triunfó la sublevación. Con el importante apoyo de los falangistas y de los monárquicos alfonsinos, controlaron en poco tiempo toda la provincia, procediendo a organizar una columna que marchó sobre Madrid a través de los puertos de Guadarrama (Alto del León) y de Navacerrada dando lugar a la primera batalla de la guerra: la batalla de Guadarrama. La provincia quedó desde el principio de la contienda en el interior de la zona sublevada, no siendo en ningún momento de la guerra parte del frente. La provincia sufrió una fuerte represión franquista, estimándose en más de 2500 personas asesinadas (la mayoría enterradas en fosas comunes) y más de 7000 represaliadas.

## Fuerzas militares

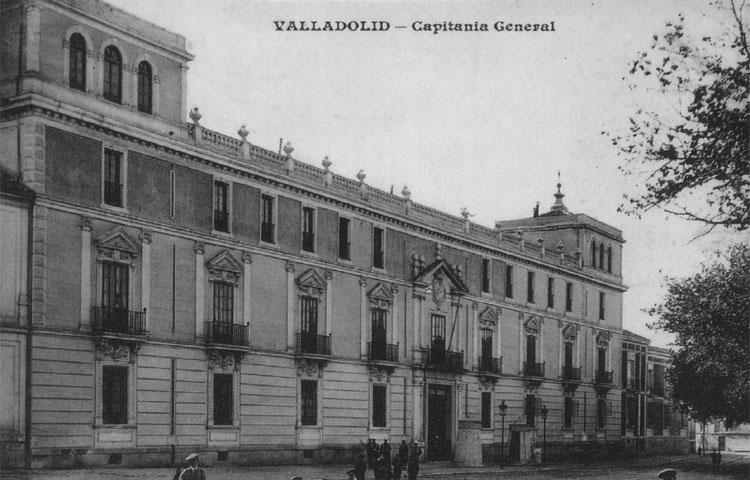
El Palacio Real de Valladolid acogía desde el la Capitanía General de la VII Región Militar.

Valladolid era la sede de la 7.ª División orgánica, uno de los puntos fuertes con los que contaba el general Emilio Mola en sus planes golpistas. La división estaba mandada por el general Nicolás Molero Lobo, que había sido ministro de la Guerra en 1935 con Portela Valladares, y tenía sus fuerzas acantonadas en Valladolid, Segovia, Ávila, Medina del Campo, Salamanca, Zamora, Plasencia y Cáceres. Las unidades más importantes de guarnición en Valladolid eran los regimientos de infantería San Quintín núm. 25, de Caballería Farnesio núm. 10 y de Artillería Ligera núm. 14.

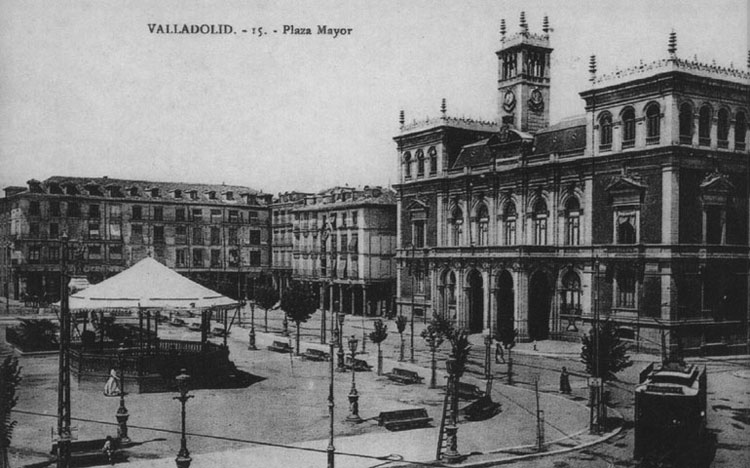
La Casa consistorial en la Plaza Mayor a principios del.

En el contexto político, Valladolid era una provincia con tradicional carácter conservador. En las elecciones de 1936, en las que estaban en juego 6 diputados, dieron como resultado la designación de 4 diputados de la derecha (3 de la CEDA y otro de Renovación Española), frente a 2 del Frente Popular (uno socialista y otro de Izquierda Republicana). También es de los pocos lugares dónde Falange Española tenía cierta relevancia. En las elecciones de 1936 obtuvo más de 4000 votos, que representaban más o menos el 4 % de los votos, la cifra relativa más alta de toda España.
Anteriormente la Revolución de octubre de 1934 provocó disturbios y algunos enfrentamientos con la Guardia Civil en las localidades vallisoletanas de Medina del Campo, Medina de Rioseco y Tudela de Duero que fueron sofocados rápidamente.

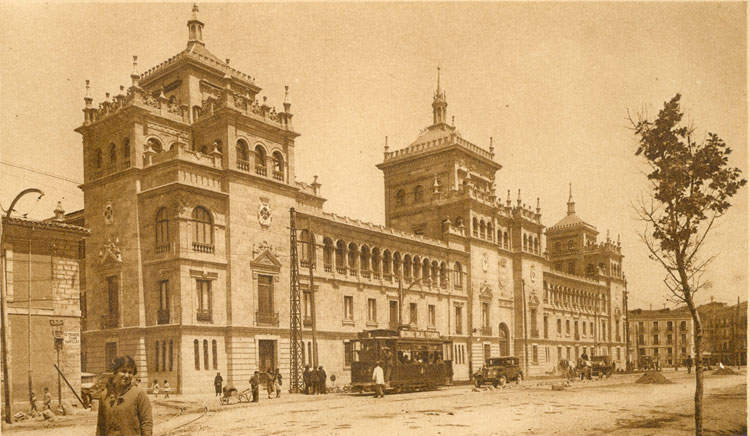
La Academia de Caballería en la década de 1930.

El general Mola había designado como jefe de la junta militar clandestina, que comenzó a funcionar en marzo de 1936, al coronel Ricardo Serrador Santés, pero sus actividades levantaron sospechas y en abril fue sancionado por el Gobierno con un mes de arresto en Cartagena y posterior residencia obligatoria en Madrid. Le sustituyó en la junta clandestina el comandante de artillería Gabriel Moyano Balbuena. 
Los golpistas se organizaron en todas las unidades de la división, en Valladolid y en las restantes plazas, así como entre la Guardia Civil y el Cuerpo de Seguridad y Asalto. Precisamente entre los guardias de Asalto era donde el ánimo antigubernamental estaba más exaltado, debido a que muchos de ellos eran falangistas (lo cual en cierta manera era sorprendente porque fue un cuerpo que en general destacó por su obediencia al gobierno). Por su parte, destacadas mujeres camisas viejas de Falange como Carmen García del Salto o Marjorie Munden (esta última con pasaporte británico) fueron empleadas para suministrar pistolas y armas largas a las milicias golpistas en Valladolid antes de la sublevación.

## La sublevación militar

Por su participación tanto en la sublevación como durante la guerra, Francisco Franco concede tanto al escudo como a la bandera de Valladolid la Cruz Laureada de San Fernando, máxima condecoración militar española.

Para dirigir el alzamiento en Valladolid, Mola contaba con el general de división Andrés Saliquet Zumeta, que se encontraba en Madrid en situación de disponible forzoso. Antes de tomar esta decisión, Mola había rechazado el ofrecimiento de Queipo de Llano que quería sublevarse en Valladolid, su tierra (había nacido en Tordesillas). En vez de eso Mola le destina finalmente a Sevilla (Andalucía), un objetivo mucho más difícil de sublevar. Por tanto, Mola le había encomendado a Saliquet que estuviera en Valladolid el 17 de julio (1936), pero Saliquet se presentó dos días antes, acompañado del general Miguel Ponte y Manso de Zúñiga, retirado del servicio activo desde la reforma de Manuel Azaña en 1931, y de otros militares más. Para evitar que se detectara su presencia, todos ellos se alojaron, de paisano, en la finca “Monte Mucientes”, cercana a la ciudad, en el monte de Torozos, en el que se habían concentrado cientos de falangistas en espera de órdenes para ocupar la ciudad.
El día 17, cuando se tuvo noticia del alzamiento de tropas en el Melilla a través de la estación de radio de la Guardia Civil, el general Molero, que se encontraba convaleciente de una operación, se incorporó a su puesto para comunicar a los regimientos que el Gobierno controlaba totalmente la situación. Sin embargo, el mayor peligro iba a venir, en principio, del Cuerpo de Seguridad y Asalto. El gobernador civil, Luis Lavín Gautier, expulsó del Cuerpo el mismo día 17 a los tenientes y Cuadra (poco antes había expulsado el capitán Ruiz) por su manifiesta desafección, pero los guardias siguieron manteniendo una actitud de resistencia pasiva a las órdenes del gobernador, a pesar de que su comandante, Martínez Gómez, era leal a este. El gobernador ordenó que la guardia de asalto se dirigiera a Madrid, ésta desobedeció la orden y se declaró en rebeldía el día 18 a las 5 de la tarde, empezando a ocupar los edificios del centro de la ciudad.
En la noche del 17 al 18 grupos de jóvenes socialistas y cenetistas recorrieron la ciudad vigilando los cuarteles. El sábado 18 de julio se constituyó un comité permanente en la Casa del Pueblo y se declaró la huelga general. Ese mismo día, por la mañana, el gobernador Luis Lavín tomó una serie de medidas para abortar el golpe militar: por un lado, ordenó el arresto de algunos civiles derechistas muy significados; por otro, ordenó a la Guardia Civil que entregara a las Juventudes Socialistas más de dos mil armas que se custodiaban en el cuartel de Fabio Nelli, orden que no fue cumplida en modo alguno. También les ordenó que batieran el monte de Torozos, donde era vox populi que se habían concentrado numerosos falangistas. Pero los guardias, que eran mayoritariamente partidarios del golpe militar, no encontraron nada extraño.
Por último Lavín, según instrucciones del gobierno, ordenó a los de Asalto que salieran para Madrid, consiguiendo que saliera un grupo por la mañana. Pero por la tarde una improvisada columna de guardias de Asalto se sublevó y ocupó Correos, la Telefónica, Radio Valladolid y la sede de la CNT. Poco después la Guardia Civil se sublevó también, desde el momento en que el segundo jefe de la comandancia, comandante Mariano Salinas Bellver, detuvo al teniente coronel Ruiz Guerra, opuesto al alzamiento.
Mientras tanto, un enlace salió en coche hacia la finca “Monte Mucientes” para avisar a Saliquet y Ponte de que los guardias de Asalto se habían sublevado por su cuenta. Inmediatamente los golpistas se pusieron sus uniformes y partieron hacia Valladolid, llegando al cuartel general de la División hacia las once y media de la noche acompañados del abogado Emeterio Estefanía, dirigente de Renovación Española, y de otros golpistas. El general Molero se encontraba en su despacho con sus ayudantes, los comandantes Ángel Liberal Travieso y Roberto Riobóo Llobera, cuando se le anunció que el general Saliquet quería hablar con él. Tras una breve conversación, en la que Saliquet instó a Molero a que se uniera al alzamiento, replicando éste que sólo obedecía las órdenes del Gobierno, el comandante Riobóo disparó contra los golpistas, alcanzando de muerte a uno de ellos. Los acompañantes de Saliquet dispararon contra Riobóo y Liberal, que resultaron heridos y murieron poco después. El general Molero, también herido, quedó arrestado y Saliquet se hizo con el mando de la División. Por su parte, el general Ponte se dirigió al gobierno civil y se hizo cargo del mismo, proclamando el estado de guerra a las dos de la mañana del día 19.
El ayuntamiento fue tomado el domingo 19 por la mañana. Aunque parecía defendido por un nutrido grupo, a tenor de los disparos, luego se vio que en realidad los defensores eran media docena de bomberos. Saliquet nombró alcalde al comandante de intendencia Florentino Criado Sáenz, y presidente de la Diputación al general Martín Píriz.
Durante todo el día 18 la Guardia Civil había estado en contacto con los sublevados en Tetuán a través de su estación de radio, que fue utilizada tanto para obtener noticias e instrucciones de los sublevados en el Marruecos español (que a su vez fueron dirigidas a otras comandancias) como para dar información falsa al gobierno, en el sentido de que en Valladolid no pasaba nada. Sin embargo, desde la sublevación de los guardias de Asalto no habían faltado los tiroteos en la ciudad, protagonizados por grupos socialistas y sindicalistas, por un lado, y falangistas por otro. Ya la primera manifestación subversiva de los guardias de Asalto había sido contestada con tiros por militantes socialistas y cenetistas. En algunas zonas de la ciudad abundaron los controles de uno u otro signo, mientras que por la noche proliferaron los pacos. El domingo 19 de julio por la mañana sólo resistían algunos núcleos de ferroviarios y unas quinientas personas —entre ellas muchos niños— que se habían refugiado en la Casa del Pueblo. Ciertamente resulta incomprensible, desde cualquier punto de vista, este encierro masivo en la Casa del Pueblo, sin armas y sin posibilidad ninguna de resistir. Bastó con que los militares hicieran varios disparos de artillería contra la fachada para que los ocupantes salieran y se entregaran. Parece ser que muchos de ellos eran simples viandantes que sólo pretendían refugiarse de los tiroteos.
El grueso de la resistencia al golpe lo protagonizaron los obreros del ferrocarril. El Sindicato Nacional Ferroviario (UGT) tenía en la 5.º zona (Valladolid, Palencia, Burgos, Venta de Baños y Aranda de Duero) una gran fuerza. También fueron muy activos contra el alzamiento los tipógrafos del Sindicato Único de Artes Gráficas (CNT). Hasta el día 25 no se restableció el trabajo en los ferrocarriles y en las imprentas y rotativas.
Durante varios días se mantuvieron los tiroteos entre fuerzas sublevadas y piquetes de izquierdas, sobre todo en los barrios periféricos. Estos enfrentamientos dieron lugar a numerosas detenciones y ejecuciones. Entre los sublevados hubo ocho muertos entre los días 18 y 19, según reconoció la prensa local. Los paqueos desde los tejados e incluso desde automóviles en marcha se sucedieron durante una semana larga.
Gran cantidad de militantes y dirigentes de las izquierdas salieron de la ciudad para esconderse en los pinares, en cuevas, o en casas de confianza, a la espera de que el gobierno recuperase el control de la ciudad. Como esto no se produjo, fueron siendo detenidos a medida que volvían a casa agotados. Sólo entre los días 20 y 25 de julio de 1936, la prensa vallisoletana informaba de la detención de más de doscientas personas en la provincia. Se dio el caso excepcional del alcalde de Rueda, Eulogio de Vega, que se pasó escondido hasta 1964 (28 años).
Desde el gobierno civil y la División se alertó a todas las unidades de la Guardia Civil para que detuvieran a los “extremistas”, al tiempo que grupos de falangistas salían en todas direcciones para controlar la provincia. Onésimo Redondo y los falangistas vallisoletanos que habían sido detenidos semanas antes y trasladados a la cárcel de Ávila, se presentaron en Valladolid en cuanto el triunfo del golpe en esa ciudad les permitió recuperar la libertad.

### Columna hacia Madrid
Inmediatamente tras el triunfo de la sublevación en Valladolid el general Saliquet, siguiendo el guion que le correspondía según los planes de la conspiración, organizó una columna para marchar sobre Madrid por los puertos de Guadarrama y Navacerrada, formada con un batallón del regimiento de infantería San Quintín, un escuadrón del regimiento de caballería Farnesio y dos baterías del regimiento de artillería ligera, a los que se sumaron 94 falangistas dirigidos por José Antonio Girón de Velasco y 150 voluntarios derechistas. En total unos 800 hombres. Saliquet encomendó el mando de la columna al coronel Serrador, que se había presentado en Valladolid el día 21 después de huir de Madrid.
Así pues, a medianoche del martes 21 de julio, salió de Valladolid, "en medio de escenas de indescriptible entusiasmo", la columna rebelde compuesta por falangistas vallisoletanos mandada por el coronel Serrador con la misión de ocupar un puerto importante de la Sierra de Guadarrama, el Alto del León, situado al oeste del de Somosierra (provincia de Segovia). A las dos de la mañana del 22 salieron por la carretera de Olmedo hacia Villacastín y el puerto de Guadarrama (Alto del León) por la carretera N-VI Madrid-La Coruña. En la columna del coronel Serrador participaban falangistas entre los que destacaba Onésimo Redondo (que moriría en una emboscada en el pueblo de Labajos el 24 de julio y había sido fundador de las JONS -el grupo fascista que se unió a la Falange Española de José Antonio Primo de Rivera en 1934 en el teatro Calderón-), otro miembro de la columna era el joven dirigente falangista de Valladolid José Antonio Girón. Cuando llegaron al puerto se encontraron con que ya había sido ocupado por un grupo de milicianos procedentes de Madrid, pero consiguieron desalojarlos de allí y el día 25 de julio ya estaba en su poder. A esta bandera (unidad militar de Falange) se la denominó "Leones de Castilla". Una parte considerable de estos jóvenes vallisoletanos falangistas moriría las semanas siguientes luchando en el Alto del León.
Al quedar el frente estancado en Guadarrama desde aproximadamente el 10 de agosto de 1936 hasta el final de la guerra, la posibilidad de que la provincia de Valladolid se situara en primera línea del frente, bien por un ataque del bando sublevado o uno del bando republicano desapareció por completo.

## Vida en retaguardia y represión franquista

Mapa general del desarrollo de la guerra civil entre 1936 y 1939. La provincia de Valladolid quedó desde el primer día en la Zona sublevada (bando sublevado). La provincia quedó rápidamente en el interior de la zona sublevada, por lo que no perteneció al frente de guerra, aunque sufrió las consecuencias de la represión franquista.

La provincia quedó rápidamente en el interior de la zona sublevada, por lo que no se combatió en el lugar aunque, como el resto de territorios en poder del bando sublevado, sufrió la represión franquista. La capital también experimentó las penalidades propias de la guerra (hambre, racionamientos...) de una zona de retaguardia. Valladolid se convirtió en uno de los principales núcleos del bando sublevado y albergó tropas del CTV italianas e incluso la Legión Cóndor alemana. La ciudad era la sede de la VII Región Militar y contaba entonces con una población de unos 100 000 habitantes. De hecho cuando se creó el Gobierno General tuvo la sede en Valladolid. El primer gobernador general fue el general Francisco Fermoso Blanco (6 de octubre de 1936), sustituido por el general Luis Valdés Cabanillas (5 de noviembre de 1936) hasta la supresión del Gobierno General el 30 de enero de 1938. Sólo en la primavera de 1937, con una ofensiva republicana contra Segovia, que fracasó rápidamente, fue cuando hubo un mínimo de peligro de que la provincia de Valladolid se situara en primera línea del frente.
Durante la guerra y también una vez finalizada esta, la represión franquista fue especialmente intensa. Un testigo ocular afirmó que, al comienzo de la guerra, una patrulla de falangistas asesinaba diariamente a cuarenta personas. Como en otras ciudades de la zona sublevada, los presos eran sacados por la noche en camiones para ser fusilados en las afueras de la ciudad sin siquiera el simulacro de un juicio. El general Mola enviaría un comunicado pidiendo que estas ejecuciones se hiciesen en lugares más discretos y que se enterrase a los muertos, algo que hasta entonces no se hacía. Se estima en más de 2500 víctimas mortales, y más de 7000 represaliados en toda la provincia. Destaca como lugar de ejecuciones en la capital el Campo de San Isidro (se llegó a instalar aquí un puesto de venta de churros para los espectadores que acudían a presenciar los fusilamientos), y fuera de ella los Montes Torozos. El cementerio de El Carmen es, por su parte, uno de los lugares donde se ubica una de las mayores fosas comunes de la guerra civil a nivel nacional. Entre las víctimas, destaca el caso del propio alcalde de Valladolid durante la Segunda República entre 1932 y 1934, que había sido reelegido nuevamente en las elecciones de 1936, Antonio García Quintana. Tras el levantamiento, permaneció escondido hasta que fue delatado y fusilado en el Campo de San Isidro de Valladolid el 8 de octubre de 1937.
En la provincia de Valladolid se establecieron 3 campos de concentración:
- Campo de concentración de Santa Espina: en Castromonte. Campo de larga duración.[28] Ubicado en el Monasterio de Santa María de La Santa Espina. Aunque su capacidad oficial inicial era de 600 prisioneros, llegó a albergar a más de 4300 hombres. Operó entre agosto de 1937 y noviembre de 1939. Hoy sus muros alojan la Escuela de Capacitación Agraria.
- Campo de concentración de Canal-Villagodio: en Medina de Rioseco. Campo estable[29] formado por dos recintos: el campo del Canal, ubicado en las llamadas Paneras de Galindo, y la finca Villagodio. Inicialmente también su utilizó la antigua fundición La Rosario. Oficialmente podía albergar a 750 prisioneros, pero llegó a concentrar a más de 4300. Operó desde agosto de 1937 hasta, al menos, mayo de 1939. Hoy algunas de las paneras han sido rehabilitadas y se utilizan para actos culturales y recreativos.
- Campo de concentración de Valbuena: en Valbuena de Duero. Campo estable.[30] Ubicado en el Monasterio de Santa María de Valbuena, en la pedanía de San Bernardo. Tenía capacidad para 3500 prisioneros. Operó, al menos, durante abril y mayo de 1939. El monasterio ha sido reconvertido en un balneario de cinco estrellas.

Tras el fin de la guerra civil española, las autoridades franquistas otorgaron por decreto la Cruz Laureada de San Fernando a la ciudad, máxima condecoración militar española (creada en el siglo XIX), "como recuerdo a las gestas heroicas de Valladolid en el Movimiento Nacional y homenaje a quien desplegó decisiva aportación a él en los primeros momentos de la guerra de liberación de España, concedo a aquella ciudad la Cruz Laureada de San Fernando que desde hoy debe grabar en sus escudos. En 1962 el Ayuntamiento de Valladolid permitió la incorporación de la Cruz al escudo del club de fútbol de la ciudad, el Real Valladolid. La inclusión de los 2 leones en el escudo provincial se debe a que al inicio de la guerra civil una unidad militar de Falange formada por vallisoletanos luchó en la batalla de Guadarrama apoderándose del Alto del León consiguiendo que a partir de entonces a la unidad militar se la denominara "Leones de Castilla".
El 21 de abril de 2017 el Pleno de la Diputación de Valladolid aprobó el cambio de escudo eliminando la cruz laureada otorgada en 1939 y por tanto la elaboración de un nuevo escudo que represente a la provincia.

Escudo de la ciudad de Valladolid tras la modificación de 1939
Escudo de la provincia de Valladolid tras la modificación de 1939

### Bombardeos republicanos
Valladolid fue la sexta ciudad de la retaguardia de la zona nacionalista más bombardeada por la aviación republicana, después de Córdoba, Palma de Mallorca, Granada, Ávila y Sevilla. Según El Norte de Castilla hubo 412 afectados por los 20 bombardeos acontecidos en la provincia.
En 1938 la Delegación local de Falange daba cuenta, con todo detalle, de los bombardeos acaecidos en la capital. Arrojaba la cifra de diez ataques, 183 muertos y 861 heridos distribuidos del siguiente modo:
- 1 de agosto: de 1936 a las 8:30 de la mañana: 30 cuerpos sin vida y 120 heridos.
- 3 de agosto: con bombardeos por la mañana y tarde con 12 horas de diferencia con el resultado de 29 víctimas mortales y 126 los heridos.
- 5 de agosto: 25 muertos y 110 heridos.
- 23 de septiembre: a las 12:30, una bomba acababa con la vida de dos personas y producía 130 heridos.
- 8 de abril de 1937: un nuevo avión segaba la vida de 60 vallisoletanos y hería a 24.
- 21 de mayo: 15 muertos y 60 heridos.
- 22 de mayo: otro bombardeo acababa con la vida de 7 personas y hería a otras 20.
- 16 de agosto: muerte de una mujer y cinco heridos.
- 25 de enero de 1938: 14 personas muertas e hirió a otras 70. Este ataque -unido al bombardeo de Sevilla- provocó un violento raid sobre Barcelona que produjo 150 muertos y 500 heridos por la aviación sublevada.

## Algunos vallisoletanos destacables en el conflicto
Bando Republicano
- Antonio García Quintana: alcalde republicano y socialista de Valladolid, fue fusilado el 8 de octubre de 1937.
- Natividad Yarza Planas: fue la primera alcaldesa española elegida por sufragio (en Bellprat, Cataluña), ayudó a las milicias republicanas en el frente de Aragón y se exilió al acabar la guerra.
- Gabriel León Trilla: miembro del PCE, dirigió la revista Nuestra Bandera y luchó en la batalla del Ebro como comisario político del V Cuerpo de Ejército.
- Valeriano Orobón: fue el creador de la letra en castellano de la canción A las barricadas. Murió en el Madrid asediado de 1936.
- Juan Antonio Morales: autor del famoso cartel "Los nacionales".

Bando Sublevado
- Gonzalo Queipo de Llano: militar que se sublevó en Sevilla y se hizo famoso por sus discursos radiofónicos. Se convirtió en la práctica en el «Virrey de Andalucía».
- Onésimo Redondo: un líder de Falange Española de las JONS, murió en una emboscada la primera semana de la guerra.
- Antonio Tovar: intelectual y propagandista franquista. Llegó a reunirse con Hitler y Mussolini tras la guerra.
- Pedro Urraca: en 1937 desertó de la zona republicana y se convirtió en un espía que detuvo a varios dirigentes de la República en el exilio en la posguerra.
- Vicente Gil García: médico personal de Francisco Franco desde 1937 hasta 1974.
- Florentino Asensio Barroso: fue uno de los 13 obispos fusilados en el bando republicano.
- Rufino Luis García: militar que luchó en el bando sublevado y en la Segunda Guerra Mundial fue oficial nazi de las SS.
- Manuel Villegas Gardoqui: militar que fue el emisario de Franco ante el gobierno de Mussolini.[35]